# Туманов, Иосиф Михайлович
Ио́сиф Михайлович Тума́нов (настоящая фамилия Туманишви́ли; 2 (15) января 1909 — 8 июля 1981) — советский актёр, режиссёр театра и массовых представлений, педагог. Народный артист СССР (1964). Лауреат Сталинской премии второй степени (1950).

## Биография

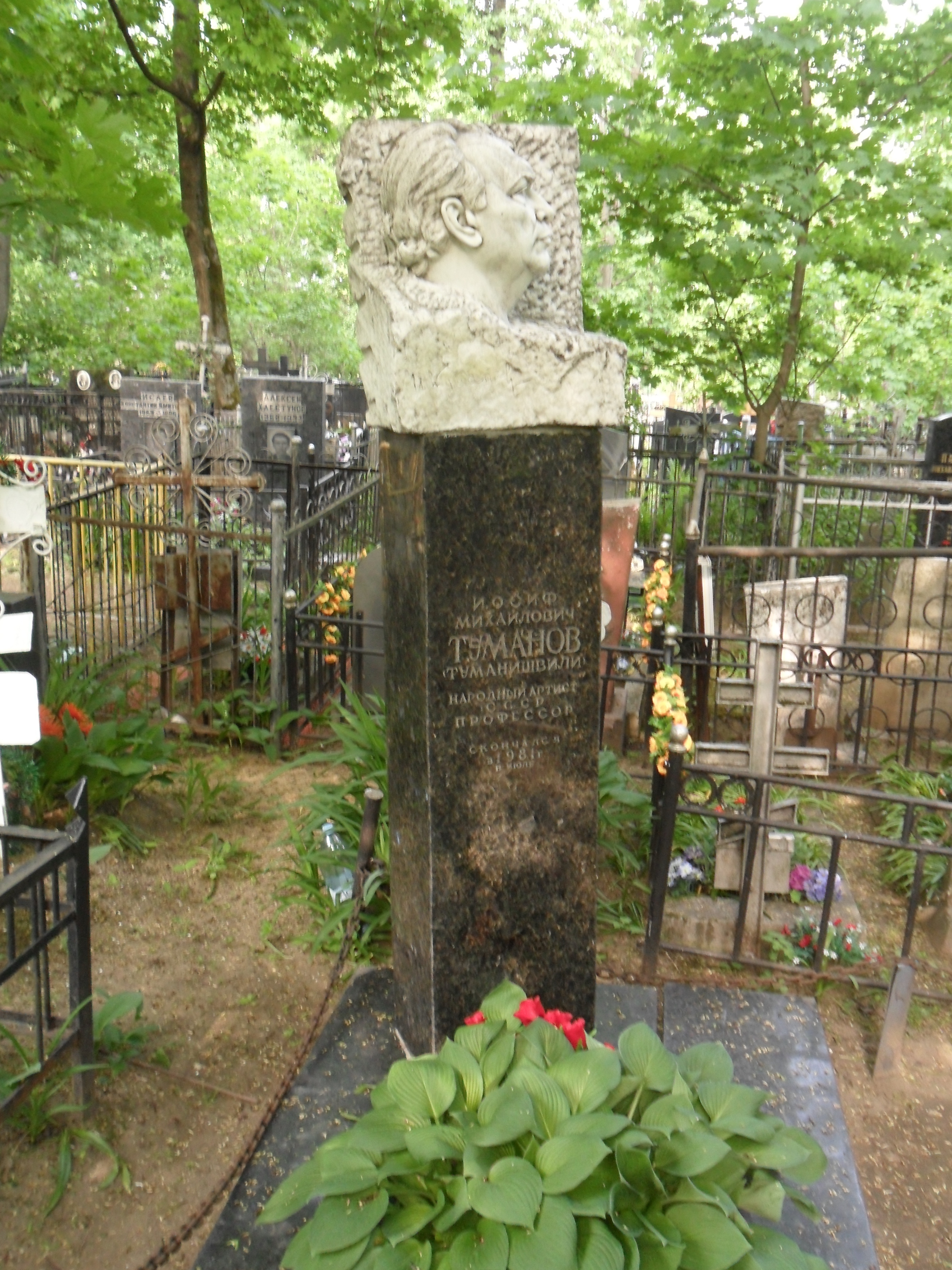
Могила Туманова на Ваганьковском кладбище.

Иосиф Туманишвили родился 2 (15) января 1909 года в Тифлисе (ныне Тбилиси, Грузия).
Там же начал сценическую деятельность в 1923 году.
В 1929 году окончил драматические курсы под руководством Ю. А. Завадского. В 1925—1932 годах — актёр Театра-студии Ю. Завадского, где сыграл ряд ведущих ролей. В 1933—1934 годах — главный режиссёр Московского рабочего художественного театра; в 1934—1936 — режиссёр Нового театра.
С 1936 года — режиссёр, в 1938—1946 — главный режиссёр Оперного театра имени К. С. Станиславского (с 1941 — Московский музыкальный им. К. Станиславского и Вл. Немировича-Данченко). В 1946—1953 годах — художественный руководитель Московского театра оперетты.
В 1953—1961 годах — главный режиссёр Московского драматического театра им. А. Пушкина. С 1961 года — главный режиссёр Кремлёвского дворца съездов, одновременно в 1964—1970 годах — Большого театра.
Художественный руководитель и постановщик концертов многих национальных декад в Москве, в том числе декад искусства Бурят-Монгольской АССР (1940) и Грузинской ССР (1958). Главный режиссёр торжественных церемоний открытия и закрытия Олимпиады-80 (Москва), спортивного праздника официальной церемонии открытия соревнований «Дружба-84», церемоний открытия и закрытия VI и XII Всемирных фестивалей молодежи и студентов, церемонии открытия Игр доброй воли в Москве (последние три, а также праздники фестиваля разрабатывались им за месяц до смерти и были посвящены его памяти).
С 1928 года вёл педагогическую работу. Преподавал актёрское мастерство в театрально-музыкальном училище имени А. К. Глазунова (в 1951 году вошло в ГИТИС). С 1951 года преподавал в ГИТИСе (с 1965 — профессор). С 1970 года — художественный руководитель курсов актёров и режиссёров музыкального театра, заведующий кафедрой режиссуры ГИТИСа.
Член КПСС с 1956 года.
Иосиф Михайлович Туманов умер 8 июля 1981 года в Москве. Похоронен на Ваганьковском кладбище (50 уч.).

### Семья
- Жена — Валентина Михайловна Юнаковская (1909—1998), актриса Московского театра оперетты.
- Сын — Михаил Иосифович Туманишвили (1935—2010), актёр, кинорежиссёр. Заслуженный деятель искусств РСФСР (1991).

## Награды и звания
- Заслуженный артист РСФСР (1941)
- Заслуженный деятель искусств РСФСР (1954)
- Народный артист РСФСР (1958)
- Народный артист Грузинской ССР (1958)
- Народный артист СССР (1964)
- Сталинская премия второй степени (1950) — за постановку опереточного спектакля «Трембита» Ю. С. Милютина
- Два ордена Октябрьской Революции (1976, 1980)
- Три ордена Трудового Красного Знамени (31.10.1940 — за выдающиеся заслуги в деле развития Бурят-Монгольского театрального и музыкального искусства, 1947, 1967)
- Орден «Знак Почёта» (1955)
- Медали.

## Режиссёрские работы

### Театр-студия Ю. А. Завадского
- 1931 — «Дело о душах» В. Голичникова и Б. Папаригопуло

### Московский рабочий художественный театр
- 1933 — «На острове Хондо» В. Д. Пушкова

### Новый театр
- 1934 — «Дети Ванюшина» С. А. Найденова

### Московский музыкальный театр им. К. С. Станиславского и Вл. И. Немировича-Данченко
- 1939 — «Дарвазское ущелье» Л. Б. Степанова (совместно с М. Л. Мельтцер, под руководством К. С. Станиславского)
- 1943 — балет «Лола» С. Н. Василенко (совм. с В. П. Бурмейстером)
- 1943 — «Чапай» Б. А. Мокроусова
- 1946 — «Бал-маскарад» Дж. Верди

### Московский театр оперетты
- 1947 — «Вольный ветер» И. О. Дунаевского
- 1947 — «Летучая мышь» И. Штрауса
- 1947 — «Беспокойное счастье» Ю. С. Милютина
- 1949 — «Трембита» Ю. С. Милютина
- 1950 — «Девичий переполох» Ю. С. Милютина
- 1951 — «Самое заветное» В. П. Соловьёва-Седого

### Московский драматический театр имени А. С. Пушкина
- 1954 — «Поезд можно остановить» Ю. Маккола
- 1955 — «Жена» А. М. Борщаговского
- 1956 — «Белый лотос» В. В. Винникова и Ю. А. Осноса
- 1958 — «Деревья умирают стоя» А. Касоны
- 1958 — «Столпы общества» Г. Ибсена

### Кремлёвский дворец съездов
- 1963 — «Дон Карлос» Дж. Верди
- 1964 — «Октябрь» В. И. Мурадели
- «Малая земля» по Л. И. Брежневу

### Большой театр
- 1966 — «Мазепа» П. И. Чайковского
- 1966 — «Сказание о невидимом граде Китеже и деве Февронии» Н. А. Римского-Корсакова
- 1967 — «Оптимистическая трагедия» А. Н. Холминова
- 1971 — «Псковитянка» Н. А. Римского-Корсакова

### Другие театры
- 1940 — «Энхе-Булат батор» М. П. Фролова (Улан-Удэ)
- 1953 — «Абесалом и Этери» З. П. Палиашвили (Театр оперы и балета им. З. Палиашвили, Тбилиси)
- 1958 — «Невеста Севера» Д. А. Торадзе (Театр оперы и балета им. З. Палиашвили, Тбилиси)
- 1967 — «Хованщина» и «Борис Годунов» М. П. Мусоргского (Театр «Ла Скала», Милан, Италия)
- 1975 — «Борис Годунов» М. П. Мусоргского (Театр «Колон», Буэнос-Айрес, Аргентина)
- 1979 — «Золотой петушок» Н. А. Римского-Корсакова (Театр «Колон», Буэнос-Айрес, Аргентина)

### Фильмография
- 1946 — Давид Гурамишвили (совм. с Н. К. Санишвили)